# Джураєв Хасан
Хасан Джураєв (1906, місто Ташкент, тепер Узбекистан — 1954, місто Сталінабад, тепер Душанбе, Таджикистан) — радянський узбецький діяч, перший секретар Ташкентського і Наманганського обкомів КП Узбекистану. Депутат Верховної ради Узбецької РСР.

## Життєпис
Народився в селянській родині.
Трудову діяльність розпочав у 1918 році робітником-залізничником у місті Коканді. У 1922—1925 роках працював сторожем на станції у місті Стара Бухара.
Член РКП(б) з 1924 року.
У 1925—1927 роках — слухач партійної школи у місті Стара Бухара.
У 1927—1929 роках — пропагандист Кашкадар'їнського окружного комітету КП(б) Узбекистану.
З 1929 по 1931 рік служив у Червоній армії в Кулябі та Гармі Таджицької РСР.
У 1931—1932 роках — відповідальний секретар Хаїтського районного комітету КП(б) Таджикистану.
У 1933—1940 роках — на відповідальній партійній роботі в місті Сталінабаді Таджицької РСР.
У 1940—1942 роках — 1-й секретар Душанбинського районного комітету КП(б) Таджикистану Сталінабадської області.
21 лютого 1946 — 1947 року — 1-й секретар Ташкентського обласного комітету КП(б) Узбекистану.
У 1950—1954 роках — 1-й секретар Наманганського обласного комітету КП Узбекистану.
Помер у 1954 році в місті Сталінабаді (Душанбе).

## Нагороди
- два ордени Трудового Червоного Прапора (25.12.1944, 16.01.1950)
- орден Червоної Зірки (1946)
- орден «Знак Пошани» (1947)
- медалі